# Братья Габайраевы
Братья Габайраевы (родились в разное время в Северной Осетии, РСФСР, СССР) — восемь братьев Габайраевых, погибшие в разное время в сражениях Великой Отечественной войны.

## Список
1. Дзахо Какуевич Габайраев (1892—1943), рядовой. Погиб при освобождении станицы Гречаная Балка Краснодарского края;
2. Майран Какуевич Габайраев (1901—1944), рядовой. Погиб при освобождении села Торговик в Польше;
3. Максим Сарабиевич Габайраев (1902—1945), лейтенант. Погиб при взятии Берлина;
4. Леван Сарабиевич Габайраев (1901—1942), рядовой. Место гибели не известно;
5. Дзанбек Сарабиевич Габайраев (1901—1942), рядовой. Погиб под Харьковом;
6. Сафарби Какуевич Габайраев (1905—1943), рядовой. Место гибели не известно;
7. Сосланбек Сарабиевич Габайраев (1906—1943), рядовой. Погиб под Севастополем;
8. Сахангери Какуевич Габайраев (1910—1943), рядовой. Место гибели не известно.

## Память
- Именем братьев Габайраевых названа улица во Владикавказе.